# ديف أوتو
ديف أوتو (بالإنجليزية: Dave Otto)‏ هو لاعب كرة قاعدة أمريكي، ولد في 12 نوفمبر 1964 في شيكاغو في الولايات المتحدة.

## وصلات خارجية
- ديف أوتو على موقعبيزبول رفرنس.كوم (الدوري الرئيسي) (الإنجليزية)